# ボクはスポーツカー
『ボクはスポーツカー』（原題：ONE CAB'S FAMILY）は、アメリカ合衆国の映画会社メトロ・ゴールドウィン・メイヤー (MGM) に所属していたアニメーターのテックス・アヴェリー作品のひとつ。

## スタッフ
- 監督 - テックス・アヴェリー
- 制作総括 - フレッド・クインビー
- アニメーション制作 - ウォルター・クリントン、グラント・シモンズ、マイケル・ラー
- 脚本 - リッチ・ホーガン、ロイ・ウィリアムズ
- 音楽 - スコット・ブラッドリー

## 内容
セダン（イエローキャブ）の夫妻にセダンの形をした待望の息子（坊や）が誕生する。彼は両親の愛情を一心に受け、着実に成長する。走行距離が1,000kmを超えて歯（点火プラグ）が生えたのを見た両親は、車らしく動けるまでに成長したことを喜ぶ（「歯」は4本で「生え揃った」ことから、4気筒車であるとわかる）。そこで両親は父親の跡を継いで立派なセダンになることを望むが、息子が憧れていたのはレース場を爆走するスポーツカー（スポーツカーとレーシングカーは厳密には異なるが、作中では両者を混同している）。「すぐにポンコツになってしまう」と両親は心配して反対するが、スポーツカーへの憧れを抑えられない彼は、親からもらった体（車体）をスポーツカー仕様（2ドア・オープンカー仕様、エンジン換装）に改造してしまう。これを見た昔気質の父親は怒り、元のセダンに直すよう命じる。そんな彼はスポーツカーのままで家を飛び出し、その直前で発見した父親と激しいカーチェイスを展開する。高性能の息子に懸命に追いすがる父親だが、列車が猛スピードで迫る踏切で動かなくなってしまう。これを見た息子が間一髪助け出すが、引き換えに列車にはねられてしまう。病院（修理工場）で手術（修理）を受ける息子と涙に暮れる父親。一命をとりとめた息子に「命の恩人だ」と素直に感謝する父親。手術（修繕）にあたった医師（工場長）から、「車体を取り付けるが、セダンにするか、それともスポーツカーにするか」と尋ねられる。内心はセダンになってほしいと考えるも、自らの衰えと息子の成長を悟った父親は「あいつはもう一人前だから」と彼の意思に任せる。しかし、そんな父親を喜ばせたのは、可愛いセダンの姿で登場した息子であった。ただ、エンジンだけはスポーツカー仕様。親孝行で賢い息子であった。

## 登場するキャラクター
- セダンの父親
車体はイエローキャブで、タクシーなどで使われている汎用的なもの。息子に対して深い愛情を注ぐが、昔気質で時代の変化と若者の感覚についていけない。親の方針に反発して家を飛び出した息子に一命を救われる。
- セダンの母親
車体は父親と同じ型。父親同様息子に深い愛情を注ぐ。心配性である。
- セダン夫妻の息子（坊や）
セダンとして生まれ、両親の深い愛情を受け、順調に成長する。スポーツカーに憧れて車体を改造するが、両親に反対されて家を飛び出す。踏切で立往生した父親を助け、列車にはねられ重傷を負う（大破する）も生還。最後は車体はセダンで、エンジンはスポーツカーという賢い選択をして親を喜ばせる。自動車の技術革新と、世代交代を象徴する存在といえる。

## 備考
この作品のオープニングに使用された曲は、アヴェリー後期作品のスタンダード曲を、車のクラクション風の音を交えてアレンジしたもので、後にマイケル・ラーによるドルーピー6作品のオープニングにも用いられた。

## 日本でのTV放映
TBS版（1964年（昭和39年）5月13日-1966年（昭和41年）2月23日）の『トムとジェリー』の短編に挟まれて放映されていた。順番で時折放映された。

## 関連作品
- ぼくはジェット機 - テックス・アヴェリー作品。本作品と同様に世代交代の悲哀と、技術革新、次代への期待と夢が語られている作品である。
- サイモン&ガーファンクルの曲「Baby Driver」の題名および歌詞は、この作品のストーリーを彷彿させる。